# 耶律習泥烈
耶律習泥烈（?—?），为辽朝皇子，辽天祚帝的庶长子，赵昭容所生。《辽史》皇子表作第四子。
乾统六年（1106年）十一月，封皇子耶律敖卢斡为晋王，耶律习泥烈为饶乐郡王。天庆九年（1119年）八月，以赵王习泥烈为西京留守。保大元年（1121年）冬十一月癸亥，以西京留守赵王耶律习泥烈为惕隐。三年（1123年）四月赵王耶律习泥烈、萧道宁皆被金朝擒获。

## 資料
- 《辽史》天祚帝本纪、皇子表